# キム・ソックン
キム・ソックン（金 錫勳 / 김석훈、1972年4月15日 - ）は、韓国の俳優。
LOENエンターテインメント所属。

## 人物
- 身長 : 182cm
- 星座 : 牡羊座
- 血液型 : A型
- 趣味 : ビデオ鑑賞
- 特技 : バレエ・現代舞踊
- 最終学歴 : 中央大学校芸術大学院公演芸術学科 修士
- 女優のカン・スヨンは6親等の親戚である[1]。

## 略歴
- デビュー ： SBS ドラマ 『洪吉童 - ホンギルドン』(1998年）
- 2005年 : 清州国際工芸ビエンナーレの広報大使
- 2009年 : 美しい店の広報大使
- 2010年 : テオヤンセンジョン広報大使
- 2011年 : ソウル国際図書展の広報大使
- 2011年 : 第92回全国体育大会広報大使
- 2019年 : 一般人女性と結婚[2]

## 出演

### テレビドラマ
- ホン・ギルドン (SBS, 1998年)
- 曇りの日に書いた手紙 (SBS, 1998年)
- 青春の罠 (SBS, 1999年, cameo)
- トマト (SBS, 1999年)
- 警察特攻隊 (SBS, 2000年)
- 男と女 - ハサミの手 (2001年)
- 情〜愛よりも深く〜 (SBS, 2002年)
- 嵐の中へ (SBS, 2004年)
- 漢江ブルース (MBC, 2004年)
- シークレット・カップル (MBC, 2005年)
- 恋の花火  (MBC, 2006年, cameo)
- 幸せな女 -彼女の選択- (KBS2, 2007年)
- 千秋太后 (KBS2, 2009年)
- きらきら光る (MBC, 2011年)
- ルビーの指輪 (KBS2, 2013年)
- 我が家のロマンス (MBC, 2015年)

### その他のテレビ番組
- ストーリーテラー SBS あなたが気になる話Y（2010年 - ）

### 映画
- 北京飯店 (1999年)
- 燃ゆる月 (2001年)
- TUBE (2003年)
- かわいい (2004年)
- マガンホテル (2007年)
- 1724 妓房乱動事件 (2008年)
- 非情な都市 (2012年)

### ミュージックビデオ
- キム・ボムス 『約束』 (1998年)
- チョ・ソンモ 『棘』 (2000年)
- イ・スヨン 『そして愛している』 (2001年)
- F&F 『あがき』 (2006年)
- KCM 『3年が過ぎた』 (2010年)

### 舞台
- 花のブランコ (1998年)
- 十二夜 (1998年)
- 亀船よ、廻れ (1998年)
- 舞衣島紀行 (1999年)
- 安部公房の友達 (1999年)
- 阿Q正伝 (1999年)
- ハムレット (2001年)
- アート (2006年)
- 愛と偶然の悪戯 (2007年)
- 夜への長い航路 (2009年)

### ラジオ
- CBS 『美しいあなたに、キム・ソックンです』(DJ)（2011年 - ）

### その他
- バレエ 『海賊』 (1998年)
- ミュージカル 『王様と私 (2003年)
- ナレーション 『少女漫画』 (2005年)
- ナレーション 『スーパーフィッシュ』(2012年)

## 受賞歴
- 1998年 SBS 演技大賞 新人賞
- 1999年 SBS 演技大賞 優秀演技賞・10大スター賞
- 2004年 MBC 演技大賞 男性優秀賞
- 2009年 KBS 演技大賞 長編ドラマ部門 男子優秀演技賞
- 2011年 MBC ドラマ大賞 連続ドラマ部門 男子最優秀賞
- 2013年 KBS 演技大賞 日日ドラマ部門 男子優秀演技賞